# Ferrari 288 GTO
Ferrari GTO (често наричан Ferrari 288 GTO) е екзотичен спортен автомобил и хомологационна версия на Ferrari 308 GTB, произвеждан от Ferrari от 1984 г. – 1985 г. Инициалите GTO идват от GT за Gran Turismo, а O стои за италианското Omologato (хомологация на италиански).

## История
Ferrari GTO е направен с цел да се състезава в състезания от Група Б, a за това трябвало да се направят минимум 200 бройки, нужни за хомологация. След смъртта на Хенри Тойвонен и навигатора му Серджио Кресто през ралито Tour de Corsa през 1986 г., ФИА закрива състезателния клас, оставяйки само рали шампионати от Група А. Вследствие на това, 288 GTO никога не е участвало в състезание и всички 272 произведени бройки остават само шосейни автомобили.

## Двигател
GTO има конфигурация от средно разположен двигател и задно задвижване. GTO е базиран на Ferrari 308 GTB, което имало 3-литров V8 двигател.
288 се отнася към 2.8-литровия V8 с два IHI Corporation турбокомпресора, интеркулери и Уебер-Марели горивна инжекция. Работният обем от 2855 куб. см се води от правилата на ФИА, които гласят, че работният обем на двигателите с принудително пълненен трябва да се умножава по 1.4. Това правило дава на GTO теоретичен работен обем от 3997 куб. см, което е точно под лимита на Група Б от 4.0 литра.
За разлика от двигателя на 308 (с работен обем от 2926 куб. см), двигателят на GTO с работен обем от 2855 куб. см е монтиран надлъжно, използвайки задното багажно отделение на Ferrari 308 за да вмести двата турбокомпресора и интеркулери. Състезателната предавателна кутия е монтирана отзад на надлъжно монтирания двигател, премествайки диференциала и колелата назад. Като резултат междуосието на 288 е било със 110 mm по-дълго от това на 308, правейки го 2450 mm.
Следата на автомобила е още по-широка, за да побере по-широките джанти и гуми (Goodyear NCT 225/50VR16 гуми отпред, монтирани на 16-цолови джанти с дебелина от 8 инча, произведени от Speedline и с гуми 255/50VR16 отзад, монтирани на 16-цолови джанти с дебелина от 10 инча отзад), които спомагат за по-добро завиване, спиране и за по-добра способност за прилагане на мощността от 405 к.с. и въртящия момент от 496 Nm на пътя. GTO имал впечатляващо представяне с ускорение от 0 – 96 км/ч за под 4 секунди. Ферари твърдят, че ускорението от 0 – 201 км/ч отнемало точно 15 секунди. Максималната скорост на 288 GTO е 304 км/ч, правейки го първия сериен автомобил, който достига 300 км/ч.

## Evoluzione
Ferrari направили пет бройки от 288 GTO Evoluzione, които разполагат с по-агресивна и по-аеродинамична каросерия и увеличена мощност. 288 GTO Evoluzione първоначално е имало мощност от около 660 к.с. С тегло от 940 килограма, автомобилът имал максимална скорост от 362 км/ч. Тези автомобили имат най-близък външен вид до направеното скоро след тях Ferrari F40.
Само три бройки от 288 GTO Evoluzione съществуват още, като една от тях е в музея Галерия Ферари в Маранело.

## Награди
През 2004 г., списанието Sports Car International определило 288 GTO като номер две в класацията им за най-добри спортни автомобили от 80-те години на XX век. На първо място бил немският противник на 288 GTO – Порше 959

## Галерия
- Задницата на Ferrari 288 GTO.
- Предницата на Ferrari 288 GTO.
- Ferrari 288 GTO снимано в музея на Ферари.
- Ferrari 288 GTO снимано в Лондон.